# Фудзивара, Тацуя
Тацуя Фудзивара (яп. 藤原 竜也 Фудзивара Тацуя, род. 15 мая 1982 года) — японский актёр театра и кино.

## Биография
Тацуя родился 15 мая 1982 года в городе Титибу. Имя «Тацуя» ему дал дедушка. Его отец преподаватель, а мать работает в ресторане. Другие говорят, что внешне он очень сильно похож на мать. У него есть старший брат и сестра. Тацуя третий ребёнок в семье, и он имеет большую разницу в возрасте с братом и сестрой. Когда ему было 11 лет, его сестра родила дочь и он стал дядей. Фудзивара начал свою карьеру как театральный актёр. Его дебют состоялся в 15 лет в спектакле «Синтоку Мару» (1997). Тацуя был взят на главную роль после прослушивания. Ранее эта роль принадлежала Синдзи Такэде, но когда спектакль был на гастролях в Barbican Theatre в Лондоне, роль отдали Фудзиваре.
Тацуя обошёл в общей сложности 40 кандидатов на роль. Нинагава выбрал его несмотря на молодость и неопытность. Как утверждал режиссёр, Тацуя привнес в эту роль нечто новое. Он также задействован в постановках Шекспира, включая «Гамлета» и «Ромео и Джульетту».
После «Синтоку Мару» Фудзивара продолжил работать с Нинагавой в других спектаклях, а также стал снимался в сериалах и фильмах. Самая узнаваемая роль Тацуи на Западе — Сюя Нанахара, которого он сыграл в фильме «Королевская битва» режиссёра Киндзи Фукасаку по одноимённому роману. Это был первый фильм, который сделал Тацую знаменитым. У Тацуи появилось много[сколько?] поклонников и фанатов после выхода фильма «Тетрадь смерти», где он сыграл главную роль. В 2007 в течение 5 месяцев Тацуя жил в Англии, изучая английский язык. Актёр ощущает себя немного не в форме из-за временного простоя, но выражает рвение играть. Когда у него попросили прокомментировать причину его перерыва, он ответил: «Это было кое-что, что я должен был сделать, чтобы расти как актёр».

### Личная жизнь
Тацуя встречается с девушкой по имени Токива Нокумура, которая живёт в Токио. Она старше его на 3 года, не является знаменитостью, до свадьбы они встречались в течение 9 лет, около 7 лет они жили вместе. В мае 2013 года женился на ней. Тацуя описывает жену как очень доброго, весёлого человека, который всегда и во всём его поддерживает. Также он высоко оценил её кулинарные способности и выяснилось, что она называет его Тацу. На вопросы о детях Тацуя ответил: «Мы дадим природе идти своим чередом». В 2016 году Тацуя объявил в одной из социальный сетей о рождении сына.

## Фильмография

### Работы в кино
- История о том,как я попал в рай (1998) — Икэо
- Персона (2000) — Акира Додзима
- Королевская битва (2000) — Сюя Нанахара
- Сабу (2002) — Эйджи
- Королевская битва 2 (2003) — Сюя Нанахара
- Лунная Медуза (2004) — Сэйдзи Тэрасава
- Тетрадь смерти (2006) — Лайт Ягами
- Тетрадь смерти: Последнее имя (2006) — Лайт Ягами
- Хамелеон (2008) — Горо Нода
- Змеи и серьги(2008) — Сатору Ёкояма
- Дзен (2009) — Ходзё Токиёри
- Кайдзи (2009) — Кайдзи Ито
- Семь дней в западне (2010) — Юки Сатосихидза
- Кайдзи 2 (2011) — Кайдзи Ито
- Я вспышка! (2012) — Есино Руи
- Соломенный щит (2013) — Кунихидэ Киёмару
- Монстр (2014) — Человек
- Бродяга Кэнсин: Великий киотский пожар (2014) — Сисио Макото
- Бродяга Кэнсин: Последняя легенда (2014) — Сисио Макото
- Город, в котором меня нет (2016) — Сатору Фудзинума
- Признания убийцы (2017) — Масато Сонэдзаки

### Дорамы
- Piece Vote (NTV, 2011)
- Brutus no Shinzo (Fuji TV, 2011)
- Ojiichan wa 25-sai (TBS, 2010)
- Wagaya no Rekishi (Fuji TV, 2010)
- Задний ход (2017)
- И никого не стало (2016)
- Сладкий дом (2015)
- ST: Красно-белые расследования (2014)
- Тихий голос (2011)
- 25-летний дедушка (2010)
- История моей семьи (2010)
- Токийская бомбардировка (2008)
- Эпоха Воюющих Царств. Силы самообороны (2006)
- Алая надпись (2005)
- Синсэнгуми! (2004)
- Мне не нужна любовь (2002)
- Небесные монеты 3 (2001)
- То, чему ты меня научила (2001)
- Поцелуй с небес (1999)
- Фурухата Ниндзабуро (3 сезон) (1999)
- Живи! (1999)
- Граница (1999)
- Песня о конце света (1998)
- Изменись (1998)
- Холодное лето (1998)
- San Shimai Tantei Dan (1998)
- Aishi Suginakute Yokatta (1998)
- Вот и ответ! (1997)

### Работы в театре
- «Синтоку Мару» (1997)
- «1915.История Долины Призраков» (1999)
- «Волшебница Сироита» (2000)
- «Слепой юноша» (2000)
- «Синтоку Мару 2» (2002)
- «Человек-Слон» (2002)
- «Масло» (2003)
- «Гамлет» (2003)
- «Слепой юноша 2» (2005)
- «Ромео и Джульетта» (2005)
- «Шекспир в эпоху Эдо» (2005)
- «Орест» (2006)
- «Венецианский купец» (2007)
- «Чайка» (2008)
- «Мусаси» (2008)
- «Анжин: Английский самурай» (2009)
- «Бездельник Такубоку» (2011)
- «Ширен и Раги» (2012)
- «Армия на дереве» (2013)
- «В любом случае, отец» (2015)
- «Тимон Афинский» (2017)

Гарри Поттер и проклятое дитя